# Pavel Kaplun
Pavel Kaplun (Kusnezk, Unión Soviética, 1965) es un fotógrafo y pintor ruso-alemán muy prolífico y con una activa labor pedagógica, autor de numerosos libros y vídeos sobre el campo fotográfico.

## Biografía
Pavel Kaplun nació en la Unión Soviética, país en el que estudió Química  y en el que llegó a trabajar como diseñador en una fábrica de porcelana.
En 1991, con 25 años de edad, su mujer y él emigraron a Alemania, país en el que se ha afincado y ha desarrollado una prestigiosa carrera como fotógrafo profesional.
Entre los años de 1992 y 2000 creó multitud de obras artísticas desde óleos y acuarelas hasta esculturas o grabados, muchos de los cuales participaron en varias exposiciones nacionales e internacionales. 
Empezó a trabajar como fotógrafo en el año 1999, tras ser contratado por una agencia de publicidad y poco después abrió con su mujer su propio estudio en Hannover.
Hoy en día son muy conocidos algunos de sus fotomontajes realizados por medio de Photoshop y que han sido galardonados con varios premios. 
Desde el año 2005 imparte Fotografía, Edición y Composición Fotográfica y ha escrito numerosos libros que han sido impresos por las editoriales Data Becker, Galileo Press y Addison-Wesley, así como vídeotutoriales sobre Photoshop, Photoshop Elements y Photoshop Lightroom, así como sobre edición digital en general.

## Premios (selección)
- Premio DOCMA Award (Alemania)
- Circuito Trierenberger (Austria)
- 2008, Premio Al-Thani (Catar)[7]
- Numerosos premios de la revista alemana ColorFoto

## Publicaciones (selección)
- El gran libro de Photoshop CS2. Data Becker, Düsseldorf 2005, ISBN 3-8158-2545-8.
- El gran libro de Photoshop Elements 4.0. Data Becker, Düsseldorf 2005, ISBN 3-8158-2561-X.
- Manual profesional de la Canon EOS 30D. Data Becker, Düsseldorf 2006, ISBN 3-8158-2620-9.
- Línea Profesional Digital – Edición digital profesional por medio de Photoshop. Data Becker, Düsseldorf 2006, ISBN 3-8158-2621-7.
- El gran libro: Capas y técnicas de máscara de capa en Photoshop. Data Becker, Düsseldorf 2009, ISBN 978-3-8158-3032-1.
- Photoshop CS4 avanzado. Galileo Design, Bonn 2009, ISBN 978-3-8362-1267-0 (DVD-ROM).
- Retratos perfectos en estudio. Galileo Design, Bonn 2010, ISBN 978-3-8362-1488-9 (DVD-ROM).
- Trucos para los profesionales de Photoshop. Galileo Design, Bonn 2011, ISBN 978-3-8362-1583-1 (DVD-ROM).